# Allan Marques Loureiro
Allan Marques Loureiro (Rio de Janeiro, 8 januari 1991) – alias Allan – is een Braziliaans voetballer die doorgaans als defensieve middenvelder speelt. Hij verruilde in september 2023 Everton FC voor Al-Wahda

## Clubcarrière
Allan komt uit de jeugdopleiding van Madureira. In 2009 werd hij bij het eerste elftal van Vasco da Gama gehaald. In drie seizoenen speelde hij 52 wedstrijden voor de club uit Rio de Janeiro, waarmee hij in 2009 naar de Série A promoveerde.
Allan tekende op 4 juni 2012 een contract bij Udinese, dat drie miljoen euro op tafel legde voor de verdedigende middenvelder. Hiervoor speelde hij in de volgende drie seizoenen meer dan honderd competitiewedstrijden in de Serie A. Hij eindigde in die tijd achtereenvolgens als vijfde, dertiende en zestiende met de club.
Allan tekende in juli 2015 een contract tot medio 2019 bij SSC Napoli, de nummer vijf van de Serie A in het voorgaande seizoen. Dat betaalde circa €12.000.000,- voor hem aan Udinese. Nadat hij in ruim 2,5 seizoen meer dan negentig competitiewedstrijden speelde voor de club, tekende hij in mei 2018 bij tot medio 2023.
Op 5 september 2020 tekende Allan een 3-jarig contract bij het Engelse Everton dat €25.000.000 aan Napoli voor hem betaalde. Zijn debuut voor de club uit Liverpool maakte hij op zondag 13 september 2020 tegen Tottenham Hotspur. Die match werd met 0-1 gewonnen.

## Erelijst
| Competitie         |               |               |               |               |
| Competitie         | Aantal        | Jaren         |               |               |
| Vasco da Gama      | Vasco da Gama | Vasco da Gama | Vasco da Gama | Vasco da Gama |
| ------------------ | ------------- | ------------- | ------------- | ------------- |
| Copa do Brasil     | 1x            | 2011          |               |               |
| Brazilië           |               |               |               |               |
| Copa América       | 1x            | 2019          |               |               |
| Brazilië –20       |               |               |               |               |
| Wereldkampioen -20 | 1x            | 2011          |               |               |
| SSC Napoli         |               |               |               |               |
| Coppa Italia       | 1x            | 2019/20       |               |               |

1 Pickford ·
2 Patterson ·
5 Keane ·
6 Tarkowski ·
7 McNeil ·
8 Mangala ·
9 Calvert-Lewin ·
10 Ndiaye ·
11 Harrison ·
12 Virgínia ·
14 Beto ·
14 O'Brien ·
16 Doucouré ·
17 Chermiti ·
18 Young ·
19 Mykolenko ·
22 Broja ·
23 Coleman  ·
27 Gueye ·
29 Lindstrøm ·
31 Begović ·
32 Branthwaite ·
37 Garner ·
42 Iroegbunam ·
75 Dixon ·
Coach: Dyche
· Assistent-coach: Stone
· Assistent-coach: Woan
· Keeperstrainer: Kelly
1 Alisson ·
2 Thiago Silva ·
3 Miranda ·
4 Marquinhos ·
5 Casemiro ·
6 Filipe Luís ·
7 Neres ·
8 Arthur ·
9 Gabriel Jesus ·
10 Willian ·
11 Coutinho ·
12 Alex Sandro ·
13 Dani Alves  ·
14 Militão ·
15 Allan ·
16 Cássio ·
17 Fernandinho ·
18 Paquetá ·
19 Éverton ·
20 Firmino ·
21 Richarlison ·
22 Fagner ·
23 Ederson ·
Coach: Tite